# Шеноа, Август
Август Шеноа (хорв. August Šenoa (Schönoa); 14 ноября 1838, Загреб — 13 декабря 1881, там же) — хорватский писатель: романист, критик, редактор, поэт и драматург; автор более десяти романов. Является одним из величайших хорватских писателей и автором популярной патриотической песни «Živila Hrvatska». Августа Шеноа часто называют «Отцом хорватского романа».

## Биография
Дедом Августа Шеноа был чех Jan Šejnoha (Ян Шейноха, 1775—1838). Уже в зрелом возрасте он неожиданно германизировал своё имя — и стал писаться: Johannes Schöynoha. его сын Алойз (1805—1878) также слегка переделал фамилию — и стал Алойзом Шеноа (Schönoa). В 1830 г. он переселился в Загреб, где женился на Терезии Рабач (словац. Terezija Rabacs, 1813—1847), словачке из Пешта. У супругов родилось четверо сыновей: Август, Теодор (1841—1843), Юлий (1845—1897) и Аурел (1847—1913). Август и Юлий Шеноа отличились на литературном поприще.
В 1857—1865 годах Август Шеноа учился на юриста в Праге. Также он жил в Вене и вернулся в Загреб в 1866 году. С 1874 по 1881 год был редактором литературного журнала «Vijenac» («Венок»).
В 1881 году Августу Шеноа было присвоено звание почётного гражданина города Загреба.
Умер из-за болезни, которой заразился после Загребского землетрясения 1880 года.

## Литературная деятельность

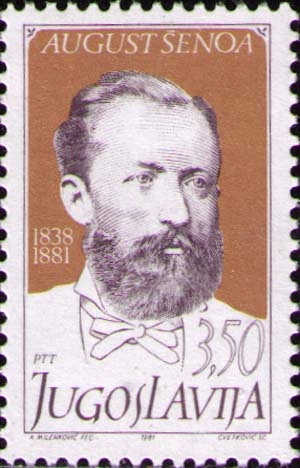
Почтовая марка СФРЮ, посвящённая А. Шеноа. 1981 г.

Август Шеноа издавался с 1861 года. Для его исторических романов характерна полнота, объективность, документальность. Один из самых популярных романов — «Крестьянское восстание» — посвящён хорватско-словенскому восстанию 1573 года, под предводительством Матии Губеца. В этом романе народ показан в роли прогрессивной исторической силы.

## Произведения

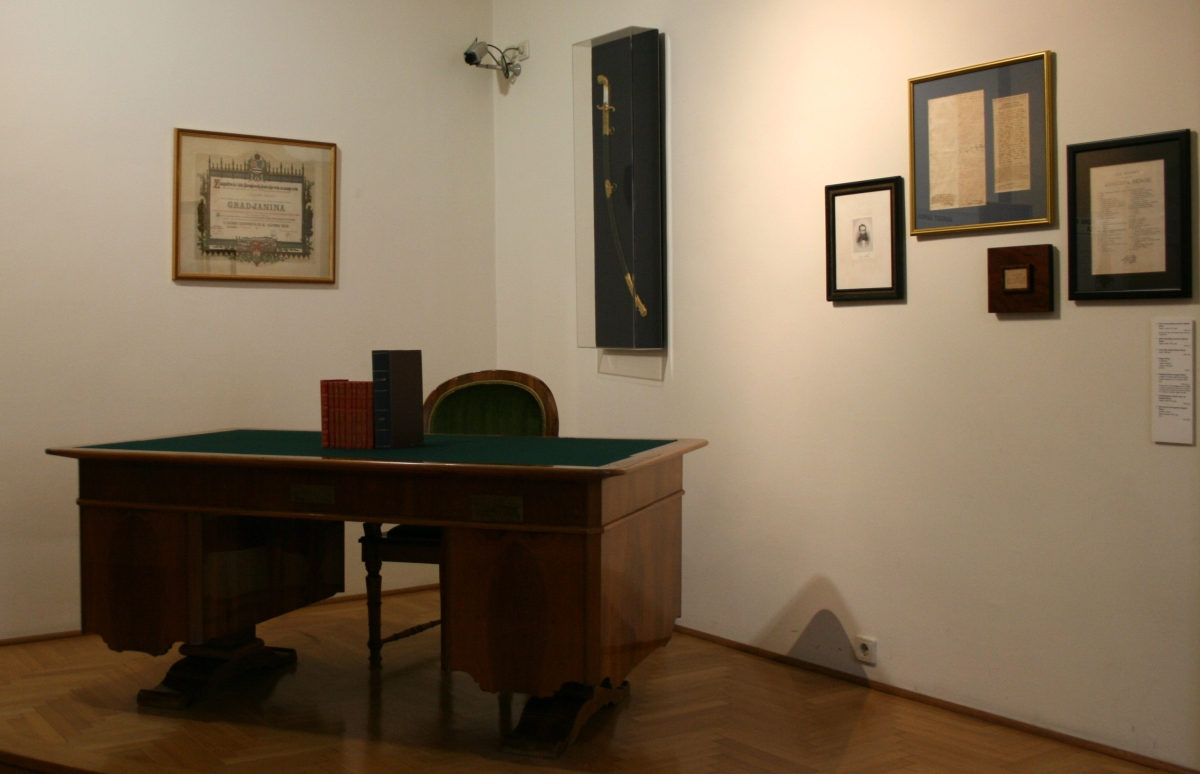
Стол и часть экспозиции, посвященной Августу Шеноа. Музей города Загреба

- 1865 — «Наша литература» (Naša književnost)
- 1866 — Ljubica
- 1867 — Zagrebulje
- 1871 — «Сокровище ювелира» (Zlatarevo zlato)
- 1873 — Prijan Lovro
- 1876 — «Берегись сенийских рук» (Čuvaj se senjske ruke)
- 1877 — «Крестьянское восстание» (Seljačka buna)
- 1878 — Diogenes, Karanfil s pjesnikova groba
- 1879 — Prosjak Luka
- 1881 — «Проклятие»

Афоризм: «Мир никогда не был ни лучше ни хуже»